# Park Narodowy Castel
Castel (hebr. הקסטל) – ruiny twierdzy krzyżowców położone na wzgórzu w obrębie współczesnego miasta Mewasseret Cijjon w Izraelu. W celu ochrony tego miejsca utworzono Park Narodowy Castel.

## Położenie
Park Narodowy Castel jest położony na wzgórzu Ma’oz, górującym nad autostradą nr 1 (Tel Awiw–Jerozolima).

## Historia

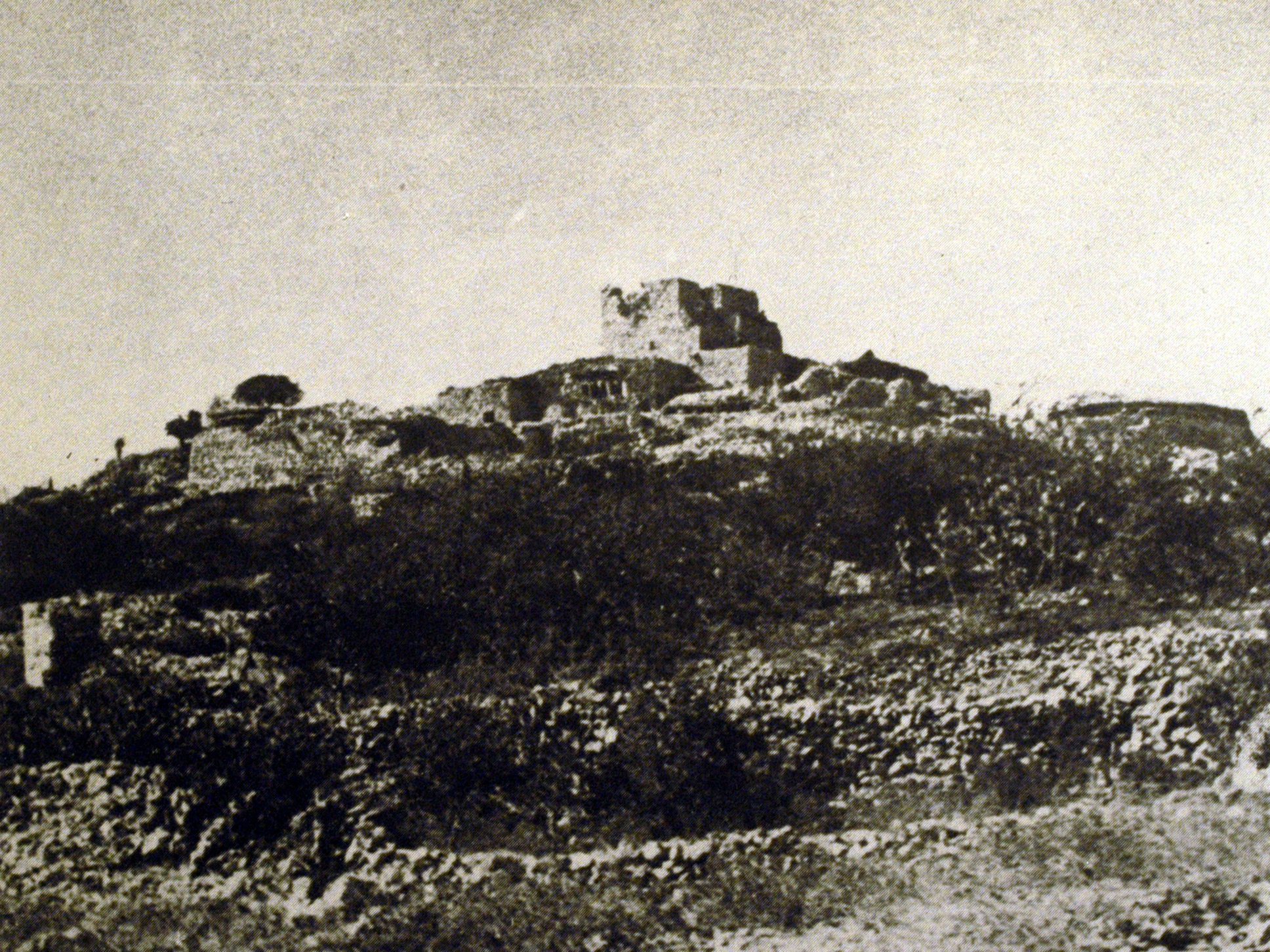
Wzgórze Castel, 1948

Ze względu na swoje strategiczne położenie przy drodze z Jerozolimy do nadmorskiej równiny Szaron i portów nad Morzem Śródziemnym, tutejsze wzgórza Gór Judzkich odgrywały ważną rolę już od Starożytności. Znaczenie tego miejsca dobrze rozumieli Rzymianie, którzy wybudowali tutaj twierdzę znaną jako Castellum. Był to fort pełniący funkcję garnizonu wojskowego strzegącego bezpieczeństwa szlaku handlowego. Na jej ruinach krzyżowcy wybudowali zamek Castellum Belvoir (pol. Fort Pięknego Widoku). Jego ruiny przetrwały na szczycie wzgórza do czasów współczesnych. Po upadku krzyżowców pamięć o tym miejscu zniknęła z dokumentów historycznych. W XIX wieku pojawia się niewielka arabska wioska Al-Kastal istniejąca u podnóża wzgórza.
Podczas wojny domowej w Mandacie Palestyny w 1948 wioska i wzgórze z ruinami zamku były siedzibą arabskiej milicji, która atakowała żydowskie konwoje do Jerozolimy. Siły żydowskiej organizacji paramilitarnej Hagana kilkakrotnie usiłowały bez powodzenia zająć wioskę. Dowódcą obrony był Abd al-Qadir al-Husajni, który zginął 8 kwietnia 1948 podczas ataku 4 Batalionu Brygady Harel (Palmach). Na wieść o jego śmierci, Arabowie opuścili pozycje obronne, a Palmach bez walki zajęło strategiczne wzgórze. Podczas wojny o niepodległość wzgórze stało się celem ataków jordańskiego Legionu Arabskiego i urosło do rangi symbolu wojny.

## Park Narodowy
W celu ochrony tego miejsca utworzono tutaj Park Narodowy Castel. Średni czas zwiedzania parku wynosi 3 godziny. Park jest dostępne dla zwiedzających przez cały rok.
W 1980 na terenie parku wystawiono pomnik bohaterów bitwy o Castel. Autorem pomnika jest Jicchak Jamin.